# Первомайський сільський округ (Федоровський район)
Первома́йський сільський округ (каз. Первомай ауылдық округі, рос. Первомайский сельский округ) — адміністративна одиниця у складі Федоровського району Костанайської області Казахстану. Адміністративний центр — село Первомайське.
Населення — 838 осіб (2021; 1133 у 2009, 1777 у 1999, 2228 у 1989).
Станом на 1989 рік існувала Первомайська сільська рада (села Дружба, Первомайське, Саржау, Трактове). Село Саржау було ліквідоване 2005 року, село Дружба — 2008 року.

## Склад
До складу округу входять такі населені пункти:
| Населений пункт    | Старі назви | Населення, осіб (1989) | Населення, осіб (1999) | Населення, осіб (2009) | Населення, осіб (2021) |
| ------------------ | ----------- | ---------------------- | ---------------------- | ---------------------- | ---------------------- |
| Дружба, село       | -           | 280                    | 212                    | -                      | -                      |
| Первомайське, село | -           | 1438                   | 1139                   | 889                    | 732                    |
| Саржау, село       | -           | 170                    | 93                     | -                      | -                      |
| Трактове, село     | -           | 340                    | 333                    | 244                    | 106                    |